# Каменское сельское поселение (Калининградская область)
Ка́менское се́льское поселе́ние — упразднённое муниципальное образование в составе Черняховского района Калининградской области. Административный центр поселения — посёлок Каменское.

## География
Площадь поселения составляет 15628 га. На территории поселения находится болото Большое.

## История
На территории нынешнего Каменского сельского поселения в XVIII веке располагалась прусская деревня Гросс-Егерсдорф, знаменитая тем, что в августе 1757 года там произошло Гросс-Егерсдорфское сражение.
Каменское сельское поселение образовано 30 июня 2008 года в соответствии с Законом Калининградской области № 262. В его состав вошла территория Каменского сельского округа.
1 января 2016 года законом Калининградской области от 21 октября 2015 года все муниципальные образования Черняховского муниципального района преобразованы в Черняховский городской округ.

## Население
| 2002 | 2010  | 2012  | 2013  | 2014  | 2015  | 2016  |
| ---- | ----- | ----- | ----- | ----- | ----- | ----- |
| 2714 | ↘2349 | ↘2334 | ↗2365 | ↗2391 | ↘2387 | ↘2358 |

## Состав сельского поселения
В состав сельского поселения входят 27 населённых пунктов
- Ганино (посёлок) — 0[6]
- Глушково (посёлок) — 215[6]
- Гремячье (посёлок) — 262[6]
- Державино (посёлок) — 166[6]
- Доваторовка (посёлок) — 535[6]
- Ельники (посёлок) — 31[6]
- Жаворонково (посёлок) — 62[6]
- Кабаново (посёлок) — 16[6]
- Каменское (посёлок, административный центр) — 457[6]
- Красная Горка (посёлок) — 65[6]
- Краснооктябрьское (посёлок) — 193[6]
- Кудрявцево (посёлок) — 28[6]
- Курортное (посёлок) — 19[6]
- Ново-Каменское (посёлок) — 30[6]
- Окунево (посёлок) — 22[6]
- Орехово (посёлок) — 2[6]
- Острогорки (посёлок) — 52[6]
- Партизанское (посёлок) — 1[6]
- Поддубное (посёлок) — 52[6]
- Раевское (посёлок) — 0[6]
- Ростовское (посёлок) — 5[6]
- Рябиновое (посёлок) — 12[6]
- Салтыково (посёлок) — 19[6]
- Сиреневка (посёлок) — 36[6]
- Соболево (посёлок) — 14[6]
- Совхозное (посёлок) — 35[6]
- Яковлево (посёлок) — 20[6]